# Leszek Wyczółkowski
Leszek Wyczółkowski (ur. 1950 w Zielonce) – polski malarz żyjący obecnie w Kanadzie.
Rozpoczął malować już we wczesnych latach dziecięcych pod okiem ojca, również malarza. Studiował w ASP w Warszawie, a potem w Ontario College of Art w Kanadzie.
Po studiach zaczął podróżować po Azji i Europie, prezentując swoje prace na wystawach indywidualnych i zbiorowych w Austrii, Wielkiej Brytanii, Polsce, Szwecji, Kanadzie i Stanach Zjednoczonych. Obrazy artysty znajdują się w prywatnych kolekcjach w Austrii, Brazylii, Kanadzie, Francji, Niemczech, Wielkiej Brytanii, Grecji, na Węgrzech, we Włoszech, Szwecji i USA.. Obecnie mieszka w Toronto (Kanada).
Jego prace często goszczą na wystawach w Polsce, m.in. w Muzeach Narodowych w Krakowie, Wrocławiu i Kielcach, w Centrum Kultury i Sztuki w Kaliszu, Galerii Stara Kordegarda w Warszawie.
W ostatnim czasie w kilku miastach Polski miał miejsce cykl wystaw grafiki Leszek Wyczółkowski. Grafika – kod naturalny (Code of Nature) pod patronatem Ambasady Kanady.
Artysta w swoich pracach rozwija nastrój kontemplacji niezbędnej do zrozumienia samego siebie i siebie w odniesieniu do całego świata. Jego obrazy nie dają odpowiedzi a nawiązują rozmowę z oglądającym. Interpretacja dzieła zależna jest od tego, kto obraz ogląda.